# 浮溪坊
浮溪坊（越南语：／），一译芙溪坊，是越南北宁省的一個坊，位于原慈山市西北隅。面积3.47平方公里，2021年有人口12,703。

## 历史沿革
阮朝时期，浮溪社隶属北宁省慈山府东岸县。
1945年八月革命后，越南民主共和国废除慈山府，改为慈山县，由此隸屬慈山县。1963年，慈山县与仙游县合并为仙山县，直到1999年重新析出慈山县，2008年建立慈山市社，浮溪社皆从之。
2021年1月12日，越南政府调整慈山市社行政区划，将浮溪社在内的5个社全部改制为坊。
2025年6月，越南行政区划改革後，慈山市被撤销，浮溪坊改由北宁省人民委员会直辖。

## 地理
浮溪坊位于越南北宁省西南隅，距离舊慈山市中心4公里。地形平坦，東接同市同暨坊，西與河內市东英县接壤，南側與同市洲溪坊相連，西北鄰同市香墨坊，面積3.47平方公里。

## 经济
浮溪坊的经济支柱产业为农业及手工业，并以木雕工艺等著称。1009年（景瑞二年），政治家李公蘊取代前黎朝，建立李朝并自称皇帝，史称李太祖，并将国都从華閭遷到大羅城（昇龍皇城，今河內）:207-208，在建造昇龍皇城时，李朝朝廷从各地征召木匠到京城服务，这些木匠便住在京城附近的浮溪，当地因此开始出现木雕工艺产业。河内及京北地区（今北宁省与北江省）的一些寺庙内的木雕像都由浮溪木匠制作，浮溪手工木雕亦已获越南中央政府认定为“国家级非物质文化遗产”。

## 相关人物
印度支那共產黨（今越南共产党）中央委員會總書記阮文渠出生于浮溪坊，当地有他的故居纪念堂以及以他命名的初级中学。